# Kamel Nacif Borge
José Kamel Nacif Borge (Ciudad de México, 13 de abril de 1946) es un empresario mexicano de origen libanés, popularmente conocido como «El rey de la mezclilla», de maquiladoras de esta tela. También es conocido por vincularse a una red de pedofilia, tratantes de blancas y agresiones contra la periodista Lydia Cacho. 
Nacif ha tenido influencia sobre otros políticos como Emilio Gamboa Patrón, Fidel Herrera Beltrán, Pablo Salazar Mendiguchía y Miguel Ángel Yunes Linares.
También es primo de Miguel Borge Martín y tío de Roberto Borge Angulo, ambos exgobernadores de Quintana Roo,.

## Controversias

### Acusaciones de pederastia y tortura en contra de Lydia Cacho
En 2005, Nacif demandó por difamación a la periodista Lydia Cacho, quien lo había señalado en un libro de estar implicado en la protección a Jean Succar Kuri, empresario cancunense finalmente sentenciado en 2011 por cargos de pederastia; Nacif perdió el juicio en 2007, debido a la supresión en el Código Penal del Distrito Federal de dicho ilícito.
El 14 de febrero de 2006, el periódico La Jornada dio a conocer la grabación telefónica donde Mario Marín entonces gobernador de Puebla habla con Kamel Nacif, y este mismo lo felicita por haber detenido a la periodista en Cancún, a manera de escarmiento por la publicación de su libro, "Los demonios del Edén", para luego trasladarla a la ciudad de Puebla donde fue privada de su libertad, sobornando con un viaje a Las Vegas a la juez quinto de lo penal Rosa Celia Pérez. A cambio de esta ayuda por parte del gobernador, Nacif Borge, también conocido como "El Johnny", ofrece dos botellas de coñac, que se especula tiene un significado diferente al que aparenta y que bien pudiera tratarse de menores de edad. Nacif, al inicio de la conversación, llama a Mario Marín "héroe" y "mi «góber» [apócope de gobernador, cargo de Marín] precioso" por lo que ahora es conocido Mario Marin, tanto a nivel popular como en medios de comunicación como "el Góber Precioso".
En 2008, una investigación de la Suprema Corte de Justicia determinó que sí hubo colusión en contra de Lydia Cacho para beneficio del empresario. Pagó la fianza y fue liberada en menos de 24 h, sin que conste evidencia de maltrato o violación a sus derechos constitucionales. Los abogados de Lydia Cacho pidieron una disculpa a Nacif, afirmando que no estaba comprobado que tuviera algo que ver en el asunto.
El 16 de abril de 2019, El Primer Tribunal Colegiado del Vigésimo Séptimo Distrito con sede en Cancún, Quintana Roo, giró orden de aprehensión contra el exgobernador de Puebla, Mario Marín Torres y el empresario Kamel Nacif Borge. También contra el exdirector de la Policía Judicial, Hugo Adolfo Karam Beltrán, y el excomandante Juan Sánchez Moreno, por su presunta participación en el delito de tortura contra la periodista Lydia Cacho. En el resolutivo 04/2019 del tribunal federal señala que el 26 de noviembre de 2018, un juez del segundo distrito con sede en Cancún negó la orden de aprehensión en contra de estas cuatro personas, pero luego de una apelación se revocó dicho expediente y se libró la orden de aprehensión el pasado 11 de abril. Abuso de autoridad y tortura son los delitos por los que el Primer Tribunal Unitario de Quintana Roo liberó la orden de arresto contra el exgobernador de Puebla, Mario Marín, al ser detenida Lydia Cacho hace 13 años por difamación y calumnia tras la publicación del libro titulado “Los Demonios del Edén”, en el que hablaba de explotación sexual de menores y en el que involucraba a políticos y empresarios poblanos.
El 13 de mayo de 2021, Lydia Cacho anunció que Nacif Borge había sido detenido en el Líbano.